# Pomnik Bitwy pod Oliwą
Pomnik Bitwy pod Oliwą – pomnik upamiętniający zwycięską bitwę pod Oliwą stoczoną ze Szwedami w 1627, który znajdujdowął się na Oksywiu w Gdyni przed gmachem Dowództwa Floty. Odsłonięty 10 lutego 1934, w dniu święta Marynarki Wojennej, przez dowódcę floty, kontradmirała Józefa Unruga. Fundatorem byli oficerowie, podoficerowie i marynarze Marynarki Wojennej RP. Zniszczony podczas II wojny światowej.
Pomnik składał się z monumentu o wysokości 5 m zbudowany na planie kwadratu o boku 1,5 m, na którym umieszczona była tablica z napisem: Na pamiątkę zwycięskiej Bitwy pod Oliwą – marynarze Polski Odrodzonej 1627–1927. Umieszczono również tablicę z nazwiskami marynarzy poległych w czasie wojny polsko-bolszewickiej. W dwie ściany monumentu (wschodnią i zachodnią) wmurowane zostały kamienne dzioby okrętów, po trzy na ścianie, jeden nad drugim. Niedaleko monumentu znajdowały się dwie lufy armatnie wydobyte z dna Zatoki Gdańskiej oraz kule armatnie i kotwica pochodzące z czasów bitwy. Lufy zostały wkomponowane w bramę Dowództwa Floty w specjalnych wnękach i znajdują się tam do dziś.
Do wybuchu wojny, przed pomnikiem odbywały się różne uroczystości. Pomnik został zniszczony w 1939 podczas kampanii wrześniowej przez Niemców, po zdobyciu Oksywia.
W miejscu, w którym stał pomnik powstała  wysepka ronda Bitwy pod Oliwą.

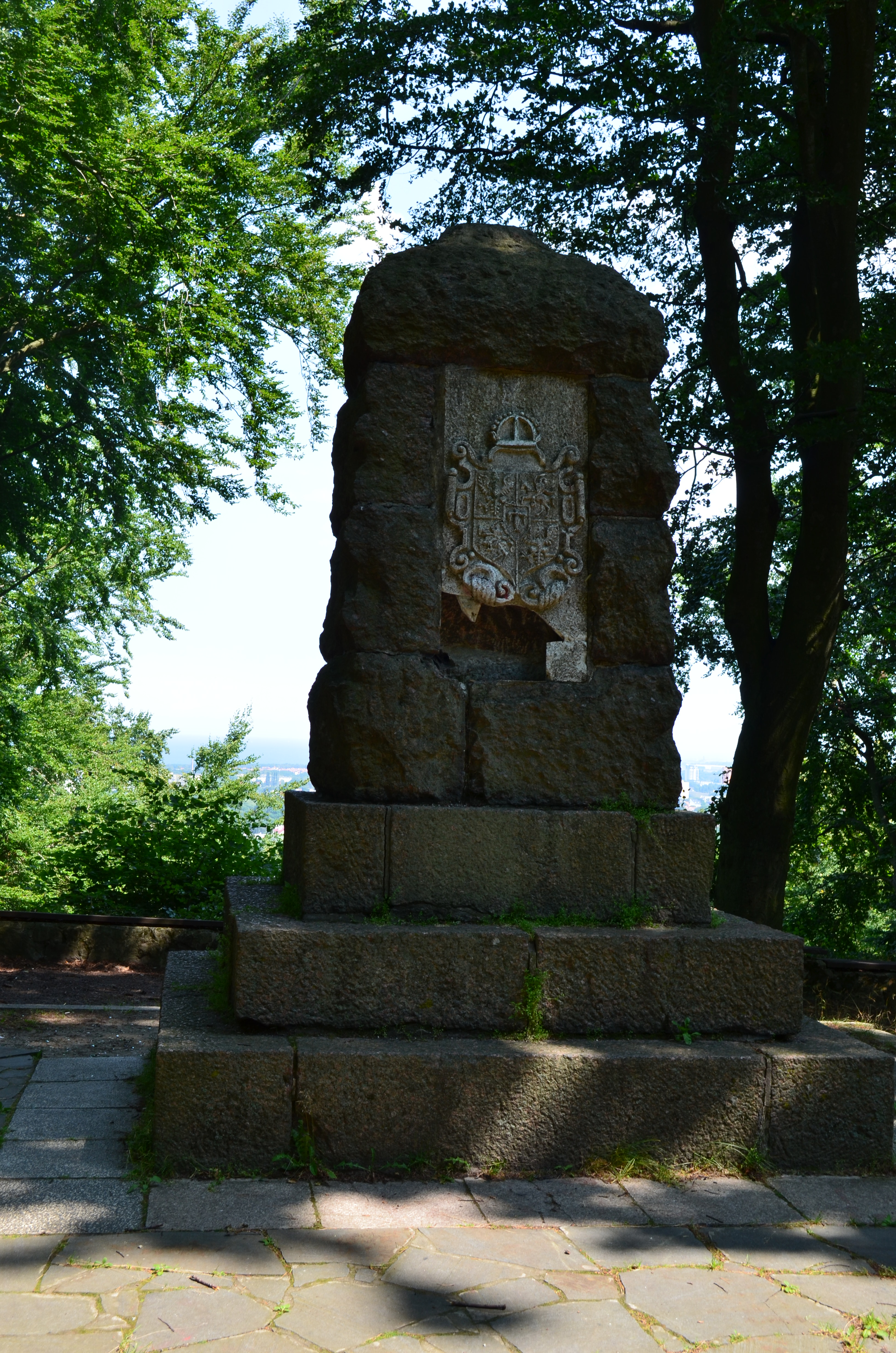
Pomnik Bitwy pod Oliwą (Oliwa, na Wzgórzu Pachołek) - pomnik, w aktualnej formie powstał w roku 1975 z wykorzystaniem XIX-wiecznej konstrukcji architektonicznej memoriału Królowej pruskiej Luizy (cokół i obelisk wykonane w roku 1889) uzupełnionej współczesnymi tablicami oraz rzeźbą przedstawiającą głowę króla Zygmunta III Wazy umieszczoną na szczycie (obecnie niezachowaną), stan na 2014 r.